# جیلیولا چینکوئتی
جیلیولا چینکوئتی (به انگلیسی: Gigliola Cinquetti) (زاده ۲۰ دسامبر ۱۹۴۷) خوانندهٔ ایتالیایی است که در سال ۱۹۶۴ در مسابقه یوروویژن شرکت کرد و برنده شد.
او در ورونا به دنیا آمد. در ۱۹۶۴ در سن ۱۶ سالگی با ترانه ("I'm Not Old Enough") برنده جشنواره موسیقی سان‌رمو شد. ملودی این ترانه از نیکولا سالرنو و اشعارش از ماریو پانتزری بود. از فیلم‌ها یا سریال‌های تلویزیونی که وی در آنها نقش داشته‌است، می‌توان به سفارش‌ها و شوالیه‌های سفر تجسسی اشاره کرد.